# Robert Liston

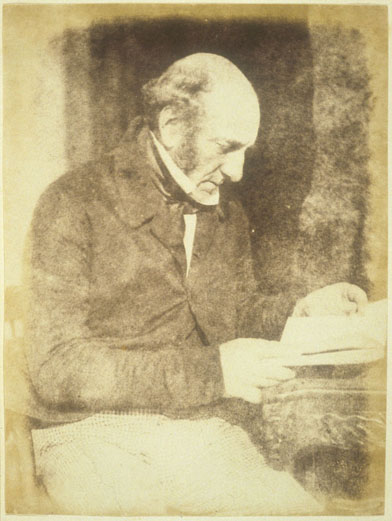
Robert Liston, etwa 1845

Sir Robert Liston (* 28. Oktober 1794 in Ecclesmachan, Linlithgow/West Lothian (Schottland); † 7. Dezember 1847 in London) war ein britischer Chirurg.

## Leben
Sein Vater war Pfarrer in Ecclesmachan. Robert Liston begann 1810 das Studium der Medizin, unter anderem bei dem Anatomen John Barclay (1758–1826), in Edinburgh, wo er bis 1814 als Prosektor arbeitete. Anschließend war er als Chirurg an der Royal Infirmary tätig, wo er ebenfalls Sektionen durchführte. Am London Hospital hörte er Vorlesungen des Anatomen und Chirurgen John Abernethy.
Am 21. Oktober 1816 wurde er als Knight Grand Cross des Order of the Bath (GCB) geadelt.
1818 wurde Liston Dozent für Anatomie und Chirurgie an der Edinburgh School of Medicine, 1827 Chirurg an der Königlichen Krankenanstalt (Royal Infirmary) und 1835 (bis zu seinem Tod 1847) Professor für klinische Chirurgie am University College London.
Liston führte verschiedene Verbesserungen bei Amputationen und Wundverbänden ein. Das Listonsche Amputationsmesser ist nach ihm benannt.
Am 21. Dezember 1846 hatte er eine Oberschenkelamputation in London durchgeführt und dazu als einer der ersten Europäer die neu entwickelte Äthernarkose eingesetzt.

## „Negativrekord“
Wegen einer unbelegten Anekdote im Buch Great Medical Disasters von Richard Gordon wird Liston ein Negativrekord von „300 % Todesrate“ zugeschrieben: eine Operation, bei der der Patient nicht gerettet wurde und infolge deren noch zwei weitere Menschen starben.
In Zeiten vor der Einführung der Anästhesie mussten Operationen schnell durchgeführt werden, um den Patienten möglichst wenig leiden zu lassen. Liston war bekannt als einer der am schnellsten operierenden Chirurgen, so hat er 1846 beispielsweise in nur 25 Sekunden ein Bein amputiert.
Bei der Durchführung einer Amputation entfernte er neben dem Oberschenkel auch noch einen Hoden des Patienten. Statt in einer weiteren Operation einen Menschen zu retten, tötete er gleich drei: Liston führte eine Beinamputation durch, war jedoch so schnell, dass er seinem Assistenten versehentlich zwei Finger abschnitt. Sowohl der Patient als auch der Assistent starben wenig später an einem Wundbrand, da die Säge vermutlich von Bakterien besiedelt war. Wie damals üblich, fand die Operation in einem Saal statt, in dem Ärzte und Zuschauer das Geschehen beobachten konnten. Während des Eingriffs kam Liston versehentlich in die Nähe eines älteren Arztes und schnitt ihm durch den Stoff seines Kittels. Der Arzt glaubte fälschlicherweise, dass er durch das Skalpell aufgeschnitten wurde und geriet in einen Schockzustand, durch den ein Herzinfarkt ausgelöst wurde und der zusehende Arzt starb. Zu dieser Geschichte gibt es allerdings keine Primärquellen, weshalb ihre Authentizität fragwürdig ist.

## Schriften und Übersetzungen (Auswahl)
- Die Elemente der Chirurgie (Elements of surgery. London 1830). 1831–32.
- Praktische Chirurgie. 1837.